# Coburger Pfingstkongress

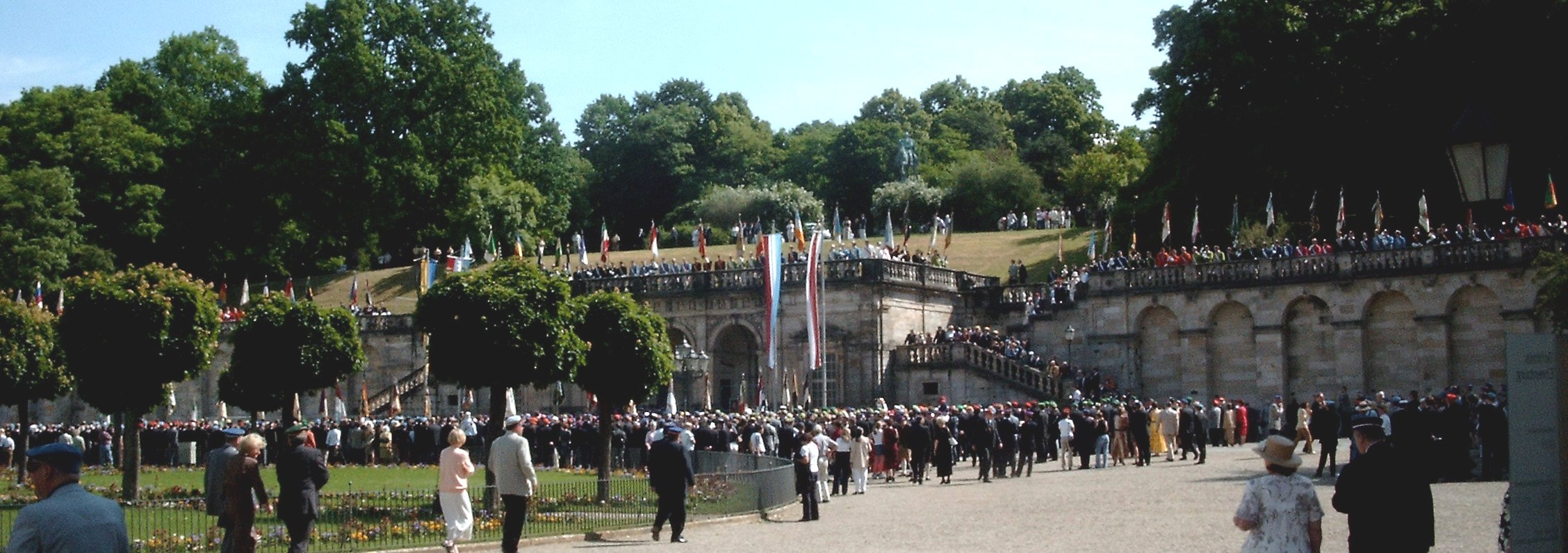
Coburger Pfingstkongress

Der Coburger Pfingstkongress ist eine jährlich an Pfingsten in Coburg stattfindende Verbandstagung aller Mitgliedsverbindungen des Coburger Convents (CC), der Dachorganisation der deutschsprachigen studentischen Landsmannschaften und Turnerschaften.

## Geschichte
Der 1868 in Kassel gegründete Vorgängerdachverband Allgemeine Landsmannschafter Convent tagte zunächst an wechselnden Orten, ehe 1872 Coburg als ständiger Tagungsort festgelegt und der Verband in Coburger Landsmannschafter Convent umbenannt wurde.

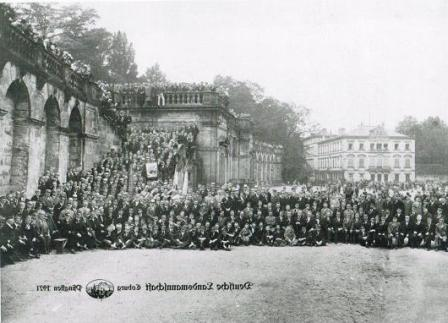
Coburger Pfingsttreffen 1927

In der Geschichte des Coburger Pfingstkongresses kam es zu mehreren Unterbrechungen. So war der Coburger Landsmannschafter-Convent zwischen 1877 und 1882 aufgelöst. Des Weiteren kam es zu einer Unterbrechung während des Ersten Weltkriegs. Nach der 1936 beschlossenen Selbstauflösung fand erst 1951 bei der Gründung des „Coburger Convents“ wieder ein Coburger Pfingstkongress statt. In den 1950er Jahren lag die Teilnehmerzahl jeweils bei ca. 5000 Personen.
2008 feierte der CC seinen 140. Coburger Pfingstkongress.
2020 konnte der Pfingstkongress aufgrund von Corona nicht stattfinden. 2023 feierte der CC seinen 155. Coburger Pfingstkongress, wozu die Teilnehmer vom Oberbürgermeister Dominik Sauerteig (SPD) auf dem Marktplatz begrüßt wurden. Es nahmen mehr als 3000 Mitglieder am Fackelzug teil, während laut dem Polizeisprecher 200 Gegner des Kongresses dagegen protestierten.

## Ablauf

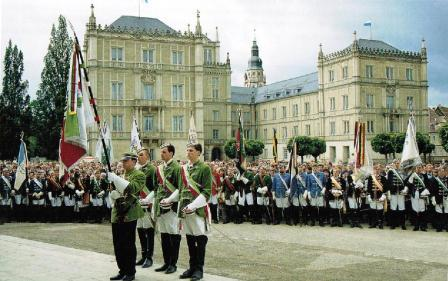
Pfingstkongress des Coburger Convents (nach 1951)

Der Coburger Pfingstkongress findet jährlich jeweils zu Pfingsten in Coburg statt. Er beginnt am Freitag mit dem Einzug der präsidierenden Verbindung, die im weiteren Verlauf den Pfingstkongress auf dem Marktplatz eröffnet. Der Samstag beginnt mit der Hauptveranstaltung, dem sogenannten Coburger Generalconvent (CGC), an dem nur Delegierte teilnehmen. Gleichzeitig finden für alle Korporierten der CC-Tag für die Aktiven sowie der AHCC-Tag für die Alten Herren statt. Darüber hinaus gibt es zahlreiche Sportveranstaltungen des „CC-Sportfests“ sowie am Abend den Festball des CC. Der Pfingstsonntag ist geprägt durch das Finale des Fußballturniers und zahlreiche Veranstaltungen wie beispielsweise den Besuch des Marktfrühschoppens in Seßlach oder diverse Kartell-Convente. Am Pfingstmontag findet die Kranzniederlegung am Ehrendenkmal der Stadt Coburg, ein Totengedenken am Ehrenmal des CC sowie am Abend der Festkommers im Festzelt am Anger mit anschließendem Fackelzug durch die Stadt statt. Am Dienstag beendet der Marktfrühschoppen mit der Coburger Bevölkerung auf dem Marktplatz den Pfingstkongress.

### Coburger Generalconvent
Der Coburger Generalconvent (CGC) ist das oberste Organ des Gesamtverbandes des Coburger Convents. Er behandelt alle Verbandsfragen, die nicht allein Fragen der Alten Herren des Coburger Convents (AHCC) oder des aktiven Coburger Convents betreffen. Auch werden die meisten der für den Gesamtverband wichtigen Funktionsträger gewählt und die Rechenschaftsberichte entgegengenommen. Er setzt sich aus dem CC-Tag und dem AHCC-Tag zusammen.
Das Stimmrecht ist so geregelt, dass auf die Aktivitates des CC einerseits und auf die AHV und VACC des AHCC andererseits jeweils 50 % an Stimmpunkten entfallen. Wenngleich nur die Stimmführer der Aktivitates, der AHV und der VACC stimmberechtigt sind, so hat doch jeder Bursche und Alter Herr des Coburger Convents ein Rederecht.

## Straftaten um den Kongress

### Straftaten der Kongressteilnehmer
Im Mai 2018 kam es nach Informationen der SZ zu einem „Heil Hitler!“ bei einer „semiprivaten“ Veranstaltung, deren Aufklärung der CC aktiv behinderte. Das Verfahren wurde im Mai 2019 eingestellt.

### Straftaten der Gegner des Coburger Pfingstkongresses

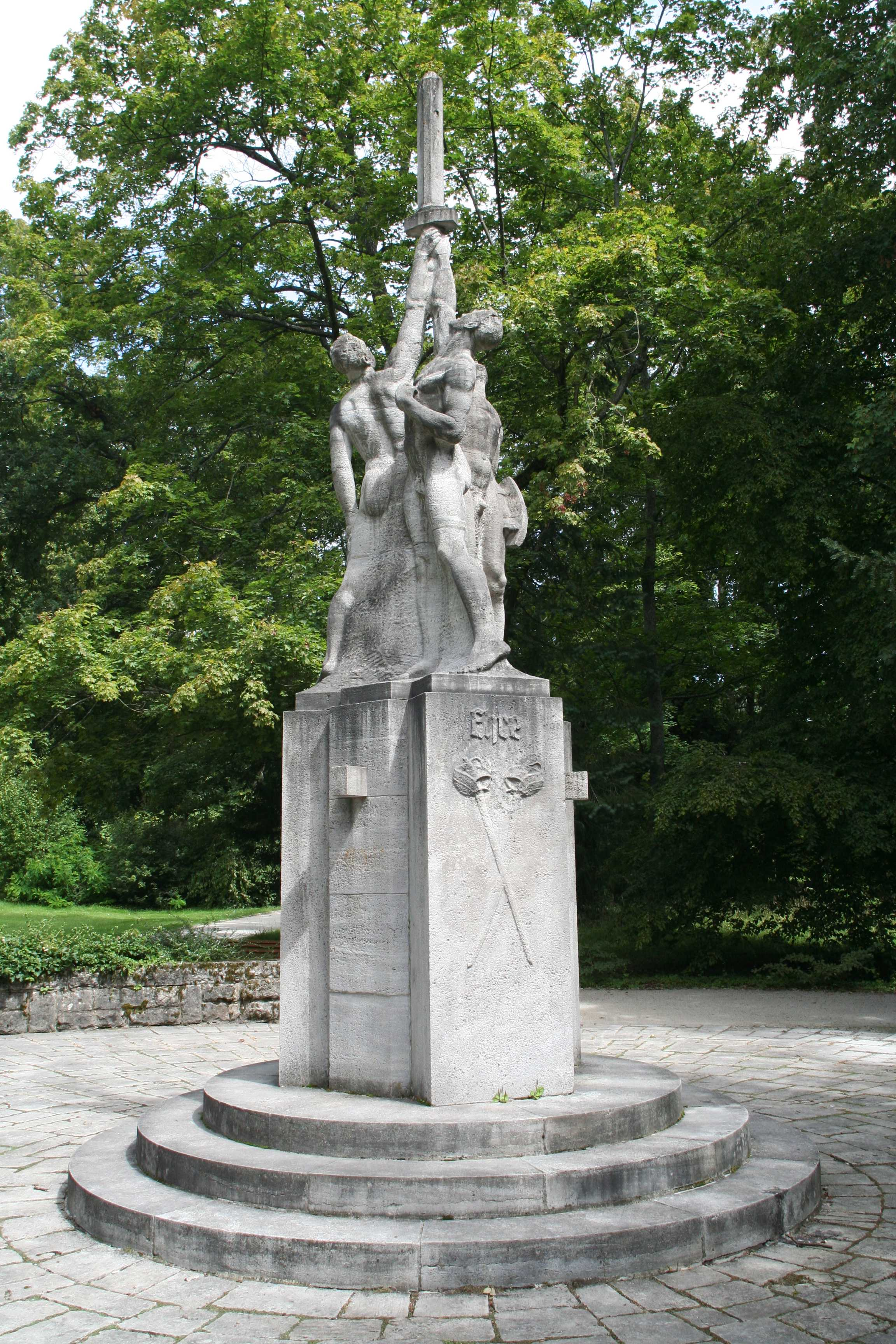
Ehrenmal des CC im Coburger Hofgarten

Im Rahmen des Kongresses kommt es immer wieder zu Straftaten von Gegendemonstranten. Am 5. Mai 1997 wurde das das Ehrenmal im Coburger Hofgarten zerstört. Auch in der Folgezeit wurde es des Öfteren beschädigt und beschmutzt, so 2018, 2020, 2023 und 2024. 2021 verursachten Sprayer mehrere tausend Euro Schaden am Ehrenmal des Coburger Convents und in der Innenstadt, indem sie linksmotivierte Zeichen und Texte anbrachten. Seit spätestens 2014 wird es daher vor und während des Pfingsttreffens rund um die Uhr durch einen Wachdienst geschützt, auch im Jahr 2023.
2023 nahm die Schwere und Anzahl der Straftaten nach Einschätzung der Polizei im Verhältnis zu den Vorjahren zu. So wurde das Festzelt am Anger mit Farbe beschmiert, Mützen der Teilnehmer gestohlen und in zwei Fällen kam es zu Körperverletzungen bei Teilnehmern. Im Jahr 2023 wurden mutmaßlich zwei Fahrzeuge durch Brandstiftung zerstört, wodurch ein Schaden von 20.000 Euro entstand.
2024 wurde von CC-Gegnern eine stinkende Flüssigkeit im Festzelt des Convents verschüttet, von welcher von den Ermittlern vermutet wurde, dass es sich bei dieser Substanz um Buttersäure handeln könnte. Außerdem wurden Reifen an zwei Autos beschädigt, von dem eines einem CC-Teilnehmer gehörte. Weiter wurden fünf „Verbindungsmützen“, genauer Studentenmützen, gestohlen, viermal gegen das Vermummungsverbot auf Versammlungen verstoßen und zwei „Beamtenbeleidigungen“ verzeichnet. Außerdem ermittelte die Staatsanwaltschaft aufgrund eines gegen den Coburger Convent gerichteten Flyers, welcher ihrer Auffassung nach zu Straftaten auffordere.

## Kritik

### Kritik am Kongress und den Kongressteilnehmern
Der Kongress sorgt regelmäßig für Kontroversen. Insbesondere der Fackelzug am Pfingstmontag wird von Kritikern als „rückwärtsgewandte Tradition gesehen, die an den Nationalsozialismus erinnere“. Weiter werfen verschiedene Initiativen dem CC Nationalismus und patriarchale Strukturen vor. „Vornehmlich aus dem linken und alternativen Lager“ stammenden Organisatoren werfen der Veranstaltung vor, rückwärtsgewandt zu sein und dem Convent, sexistisch und nationalistisch zu sein.
Im Jahr 2024 machte die Stadt Coburg Auflagen wie weniger Fackelträger und mehr Ordner. Außerdem schloss der CC im Vorfeld die Landsmannschaft Thuringia Berlin wegen vergangener rechtsradikaler Parolen einzelner Mitglieder in Freiburg von der Veranstaltung aus. Der Oberbürgermeister Dominik Sauerteig (SPD) verteidigte 2024 den Kongress als traditionelle Veranstaltung, welche für die Einwohner Coburgs dazu gehöre, während er in den Jahren davor den Fackelzug selbst als „nicht mehr zeitgemäß“ bezeichnet hatte.

### Kritik an den Gegnern des Coburger Pfingstkongresses
Der Oberbürgermeister Coburgs, Dominik Sauerteig, kritisierte den unfriedlichen Verlauf des Kongresses 2023, da damals unter anderem ein Fahrzeug eines Conventteilnehmers in Brand gesteckt wurde.